# Вархиди, Паль
Паль Ва́рхиди (венг. Pál Várhidi; 6 ноября 1931 Уйпешт, Венгрия — 12 ноября 2015, Будапешт), урождёный Паль Ви́нкович (венг. Pál Vinkovics) — венгерский футболист, тренер. Защитник сборной Венгрии. Играл и тренировал только и исключительно «Уйпешт».

## Биография
В период с 1954 по 1957 гг. сыграл 10 матчей за сборную Венгрии. Стал серебряным призёром чемпионата мира 1954, но на турнире не выходил на поле.
В 1960 году стал бронзовым призёром Олимпийских игр в составе венгерской команды.

### Семья
Сын  Паля Вархиди — Петер Вархиди также стал футболистом и тренером. В 2006-2008 годах был тренером сборной Венгрии по футболу, сменив на этой должности Петера Божика, сына известного футболиста и тренера Йожефа Божика, который в период 1954-1957 годов выступал в сборной Венгрии вместе с Палем Вархиди.
| Матчи и голы Паля Вархиди за сборную Венгрии | Матчи и голы Паля Вархиди за сборную Венгрии | Матчи и голы Паля Вархиди за сборную Венгрии | Матчи и голы Паля Вархиди за сборную Венгрии | Матчи и голы Паля Вархиди за сборную Венгрии | Матчи и голы Паля Вархиди за сборную Венгрии | Матчи и голы Паля Вархиди за сборную Венгрии       |
| -------------------------------------------- | -------------------------------------------- | -------------------------------------------- | -------------------------------------------- | -------------------------------------------- | -------------------------------------------- | -------------------------------------------------- |
| №                                            | Дата                                         | Место проведения                             | Соперник                                     | Счёт                                         | Голы                                         | Турнир                                             |
| 1                                            | 19 сентября 1954                             | Будапешт, Венгрия                            | Румыния                                      | 5:1                                          | -                                            | Товарищеский матч                                  |
| 2                                            | 26 сентября 1954                             | Москва, СССР                                 | СССР                                         | 1:1                                          | -                                            | Товарищеский матч                                  |
| 3                                            | 8 мая 1955                                   | Осло, Норвегия                               | Норвегия                                     | 5:0                                          | -                                            | Товарищеский матч                                  |
| 4                                            | 15 мая 1955                                  | Копенгаген, Дания                            | Дания                                        | 6:0                                          | -                                            | Товарищеский матч                                  |
| 5                                            | 19 мая 1955                                  | Хельсинки, Финляндия                         | Финляндия                                    | 9:1                                          | -                                            | Товарищеский матч                                  |
| 6                                            | 29 мая 1955                                  | Будапешт, Венгрия                            | Шотландия                                    | 3:1                                          | -                                            | Товарищеский матч                                  |
| 7                                            | 17 сентября 1955                             | Лозанна, Швейцария                           | Швейцария                                    | 5:4                                          | -                                            | Кубок Центральной Европы по футболу с 1955 по 1960 |
| 8                                            | 13 ноября 1955                               | Будапешт, Венгрия                            | Швеция                                       | 4:2                                          | -                                            | Товарищеский матч                                  |
| 9                                            | 16 июня 1957                                 | Стокгольм, Швеция                            | Швеция                                       | 0:0                                          | -                                            | Товарищеский матч                                  |
| 10                                           | 23 июня 1957                                 | Будапешт, Венгрия                            | Болгария                                     | 4:1                                          | -                                            | Отбор к ЧМ-1958                                    |

Итого: 10 матчей / 0 голов; 8 побед, 2 ничьих, 0 поражений.

## Достижения

### Как игрок
- Вице-чемпион мира: 1954
- Чемпион Венгрии: 1959/60
- Бронзовый призёр: 1960

### Как тренер
- Чемпион Венгрии: 1973/74, 1974/75, 1977/78, 1978/79
- Обладатель Кубка Венгрии: 1975
- Полуфиналист Кубка Европейских чемпионов: 1973/74